# Masalia sublimis
Heliothis sublimis là một loài bướm đêm trong họ Noctuidae.